# سام تورانس
سام تورانس (بالإنجليزية: Sam Torrance)‏ هو لاعب غولف بريطاني، ولد في 24 أغسطس 1953 في لارغس ‏ في المملكة المتحدة.

## وصلات خارجية
- سام تورانس على موقع رابطة أوروبا للاعبي الغولف المحترفين (الإنجليزية)
- سام تورانس على موقع التصنيف العالمي الرسمي للغولف (الإنجليزية)
- سام تورانس على موقع IMDb (الإنجليزية)